# Agricoltura rigenerativa
L'agricoltura rigenerativa è un approccio di riabilitazione e conservazione delle funzioni vitali del suolo e in particolare della sostanza organica del suo strato superficiale, con un’influenza diretta sui sistemi agricoli e alimentari. L’agricoltura rigenerativa combina saperi tradizionali e conoscenze moderne, imitando il più possibile i processi naturali.
Le pratiche messe in opera possono includere la policoltura, la copertura totale del terreno, la rotazione e gli avvicendamenti delle colture, in particolare immettendo piante che fissino l’azoto. In questo modo, il suolo non viene depauperato di elementi nutritivi e oligoelementi e dunque il bisogno di fertilizzanti è ridotto o eliminato. La biomassa inoltre, quindi sfalci, potature e residui vegetali non viene eliminata ma lasciata sul posto seguendo il principio dello “spezzetta e lascia lì”.
Se alla rotazione delle colture viene anche alternato il pascolo, si migliora ulteriormente il ciclo complessivo di nutrienti e ammendanti.
Oltre agli impatti diretti sulla riduzione di fertilizzanti, l’agricoltura rigenerativa offre impatti sistemi in termini di conservazione e aumento della biodiversità, miglioramento del ciclo dell’acqua e biosequestro di carbonio. Il rafforzamento della salute e la vitalità del suolo contribuisce a un aumento della resilienza al cambiamento climatico e dei servizi ecosistemici. La policultura provoca una diminuzione dell’impatto dei parassiti, offrendo loro una più ampia quantità di specie vegetali diverse, ma studi definitivi non sono ancora disponibili. 
Nell’agricoltura rigenerativa, la lavorazione del terreno è assente o ridotta per non capovolgere gli strati superficiali e quelli più profondi del terreno e non compattare il suolo con mezzi meccanici pesanti. Un crescente numero di progetti sperimentali sono attivi in Italia, quali: Il Bosco di Ogigia, REM-permaforest e L'Asino e la Luna.
Non mancano tuttavia le critiche. Dal punto di vista accademico, si sollevano critiche per l’ottimismo considerato eccessivo, la carenza di prove e l’insufficiente lavoro scientifico.
Dal punto di vista delle imprese, è viva la preoccupazione di non aumentare i costi di produzione dei prodotti agricoli e/o diminuire le rese, con conseguente perdita di competitività delle aziende e di produzione totale da immettere sul mercato.